# Dražen Brnčić
Dražen Brnčić (17. července 1971, Zábřeh, Jugoslávie, nyní Chorvatsko), je fotbalový trenér a bývalý chorvatský fotbalista.